# Texas Masquerade
Texas Masquerade è un film del 1944 diretto da George Archainbaud.
È un western statunitense con William Boyd, Andy Clyde e Jimmy Rogers. È una delle produzioni della serie di film western incentrati sul personaggio di Hopalong Cassidy, interpretato da William Boyd e creato dall'autore Clarence E. Mulford nel 1904.

## Produzione
Il film, diretto da George Archainbaud su una sceneggiatura di Norman Houston e Jack Lait Jr., fu prodotto da Harry Sherman tramite la Harry Sherman Productions e girato a Kernville e Lone Pine, in California, dal 12 al 27 luglio 1943.

## Distribuzione
Il film fu distribuito negli Stati Uniti dall'8 febbraio 1944 al cinema dalla United Artists.
Altre distribuzioni:
- in Svezia il 12 marzo 1945 (Nattens ryttare)
- in Danimarca il 19 febbraio 1968 (redistribuzione)
- in Brasile (O Impostor do Texas)
- in Danimarca (Olierøverne i Texas)
- in Danimarca (Texas musketerer)

## Promozione
Le tagline sono:
- HOPPY'S ROOTIN'-TOOTIN' ACTION HIT!
- BANG-UP ACTION!